# Sphalerit
Sphalerit, bergmännisch auch als Zinkblende bekannt, ist ein weit verbreitetes Mineral aus der Mineralklasse der „Sulfide und Sulfosalze“ mit der chemischen Zusammensetzung α-ZnS und damit chemisch gesehen Zinksulfid.
Sphalerit kristallisiert im kubischen Kristallsystem und entwickelt meist tetraedrische und dodekaedrische Kristalle, kommt aber auch in Form faseriger bis derber Mineral-Aggregate vor. In reiner Form wären Sphaleritkristalle farblos und durchsichtig, was jedoch nur bei synthetisch erzeugtem Zinksulfid verwirklicht werden kann. In der Natur enthält Sphalerit praktisch immer Fremdbeimengungen (formelfremde Elemente oder Einschlüsse anderer Minerale) und findet sich daher in überwiegend gelber und roter oder brauner bis schwarzer sowie selten auch in grüner Farbe. Seine Strichfarbe ist ebenfalls gelblich bis dunkelbraun, jedoch nie schwarz.
Mit einer Mohshärte von 3,5 bis 4 gehört Sphalerit zu den mittelharten Mineralen, die sich leichter als das Referenzmineral Fluorit (Härte 4) mit dem Taschenmesser ritzen lassen.

## Etymologie und Geschichte
Der Name Sphalerit geht auf das griechische σφαλερός sphaleros (zu deutsch: heimtückisch) zurück, da Sphalerit das spezifische Gewicht sowie den Glanz eines Metallerzes aufweist, aber bis zum 18. Jahrhundert aus ihm kein Metall gewonnen werden konnte. Es wurde erst 1735 als Zinkmineral erkannt.

## Klassifikation
Bereits in der mittlerweile veralteten 8. Auflage der Mineralsystematik nach Strunz gehörte der Sphalerit zur Mineralklasse der „Sulfide und Sulfosalze“ und dort zur Abteilung der „Sulfide mit M : S = 1 : 1“, wo er als Namensgeber die „Zinkblende-Reihe“ mit der System-Nr. II/B.01 und den weiteren Mitgliedern Coloradoit, Hawleyit, Metacinnabarit, Stilleit und Tiemannit bildete.
Im zuletzt 2018 überarbeiteten und aktualisierten Lapis-Mineralienverzeichnis nach Stefan Weiß, das sich aus Rücksicht auf private Sammler und institutionelle Sammlungen noch nach dieser klassischen Systematik von Karl Hugo Strunz richtet, erhielt das Mineral die System- und Mineral-Nr. II/C.01-10. In der „Lapis-Systematik“ entspricht dies der Abteilung „Sulfide mit Metall : S,Se,Te ≈ 1 : 1“, wo Sphalerit zusammen mit Browneit, Coloradoit, Hawleyit, Ishiharait, Metacinnabarit, Polhemusit, Rudashevskyit, Stilleit und Tiemannit die „Sphalerit-Gruppe“ bildet.
Auch die seit 2001 gültige und von der International Mineralogical Association (IMA) bis 2009 aktualisierte 9. Auflage der Strunz’schen Mineralsystematik ordnet den Sphalerit in die Abteilung der „Sulfide mit M : S = 1 : 1 (und ähnliche)“ ein. Diese ist allerdings weiter unterteilt nach den dominanten Kationen in der Verbindung, so dass das Mineral entsprechend seiner Zusammensetzung in der Unterabteilung „mit Zink (Zn), Eisen (Fe), Kupfer (Cu), Silber (Ag) usw.“ zu finden ist, wo es zusammen mit Coloradoit, Hawleyit, Metacinnabarit, Rudashevskyit, Stilleit und Tiemannit die „Sphaleritgruppe“ mit der System-Nr. 2.CB.05a bildet.
Auch die Systematik der Minerale nach Dana ordnet den Sphalerit in die Klasse der „Sulfide und Sulfosalze“ und dort in die Abteilung der „Sulfidminerale“ ein. Hier ist er ebenfalls Namensgeber der „Sphaleritgruppe“ (Isometrisch: F43m) mit der System-Nr. 02.08.02 und den weiteren Mitgliedern Stilleit, Metacinnabarit, Tiemannit, Coloradoit, Hawleyit und Rudashevskyit innerhalb der Unterabteilung „Sulfide - einschließlich Seleniden und Telluriden - mit der Zusammensetzung AmBnXp, mit (m+n):p=1:1“.

## Kristallstruktur

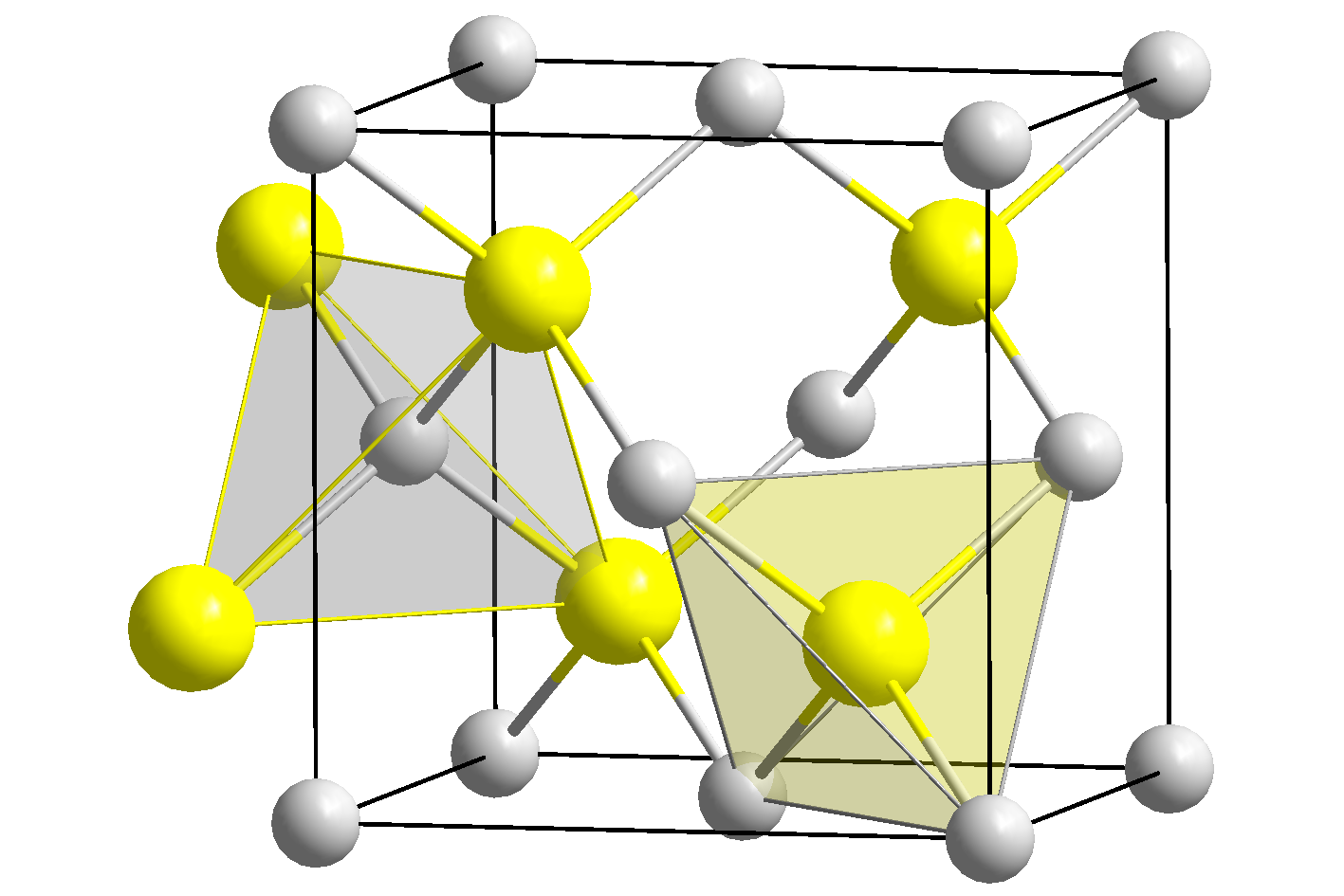
Elementarzelle von Sphalerit

Sphalerit kristallisiert kubisch in der Raumgruppe F43m (Raumgruppen-Nr. 216) mit dem Gitterparameter a = 5,41 Å sowie vier Formeleinheiten pro Elementarzelle.
Die Elementarzelle von Sphalerit wird demnach durch zwei ineinander verschachtelte, kubisch-flächenzentrierte (fcc) Elementarzellen aus Zink und Schwefel gebildet, die um ein Viertel ihrer Raumdiagonalen gegeneinander verschoben sind. „Zinkblende-Struktur“ ist ein feststehender Begriff für alle binären Kristalle (z. B. GaAs oder CdTe) mit dieser räumlichen Konfiguration. Besteht der Kristall nur aus einer Atomsorte, entspricht die Konfiguration der Diamantstruktur.

## Eigenschaften
Beim Erhitzen mit Sauerstoff (Rösten) zerfällt Sphalerit ebenso wie Wurtzit zu Zinkoxid. Dieser Zerfall wurde früher unter anderem zum qualitativen Zinknachweis verwendet: Auf Kohle vor dem Lötrohr scheidet sich sublimiertes Zinkoxid ab. Dieses ist im heißen Zustand zitronengelb (siehe auch Eigenschaften von Zinkoxid) und nimmt erst im abgekühlten Zustand seine typisch weiße Farbe an.

## Modifikationen und Varietäten

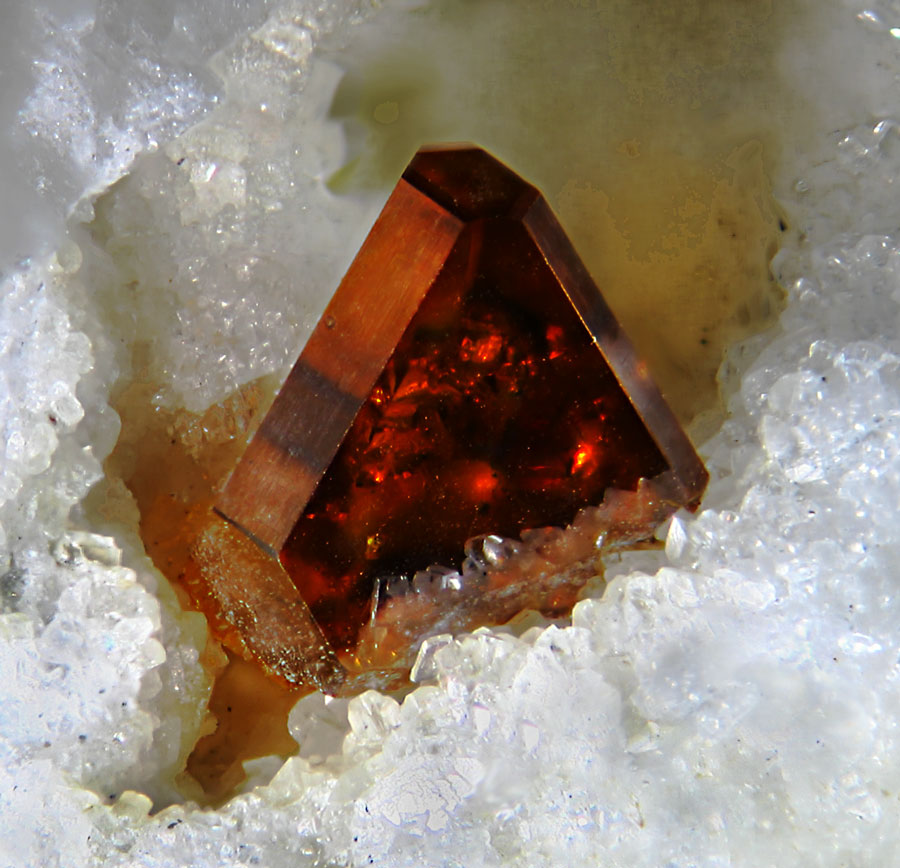
Sphaleritkristall (Rubinblende, 6 mm) aus Lengenbach

Sphalerit ist die Tieftemperaturmodifikation des Zinksulfids. Die Hochtemperaturmodifikation heißt Wurtzit oder β-ZnS.
Sphalerit kommt in verschiedenen Farb- und Formvarietäten vor, die teilweise individuelle Bezeichnungen haben:
- Cleiophan ist von hellgrünlicher bis -gelblicher (geringe Eisen- und/oder Mangangehalte) oder weißlicher Farbe[11]
- Als Honigblende werden klare, hell- bis honiggelbe Kristalle bezeichnet
- Rubinblende (englisch Ruby Jack) ist eine rote Varietät
- Marmatit und Christophit sind eisenreiche, schwarze Varietäten[11]
- Matrait ist die Bezeichnung für dichte, verzwillingte Sphalerite

Auch in dem als Schalenblende bekannten Mineralgemenge ist Sphalerit neben anderen Sulfidmineralen enthalten.

## Bildung und Fundorte

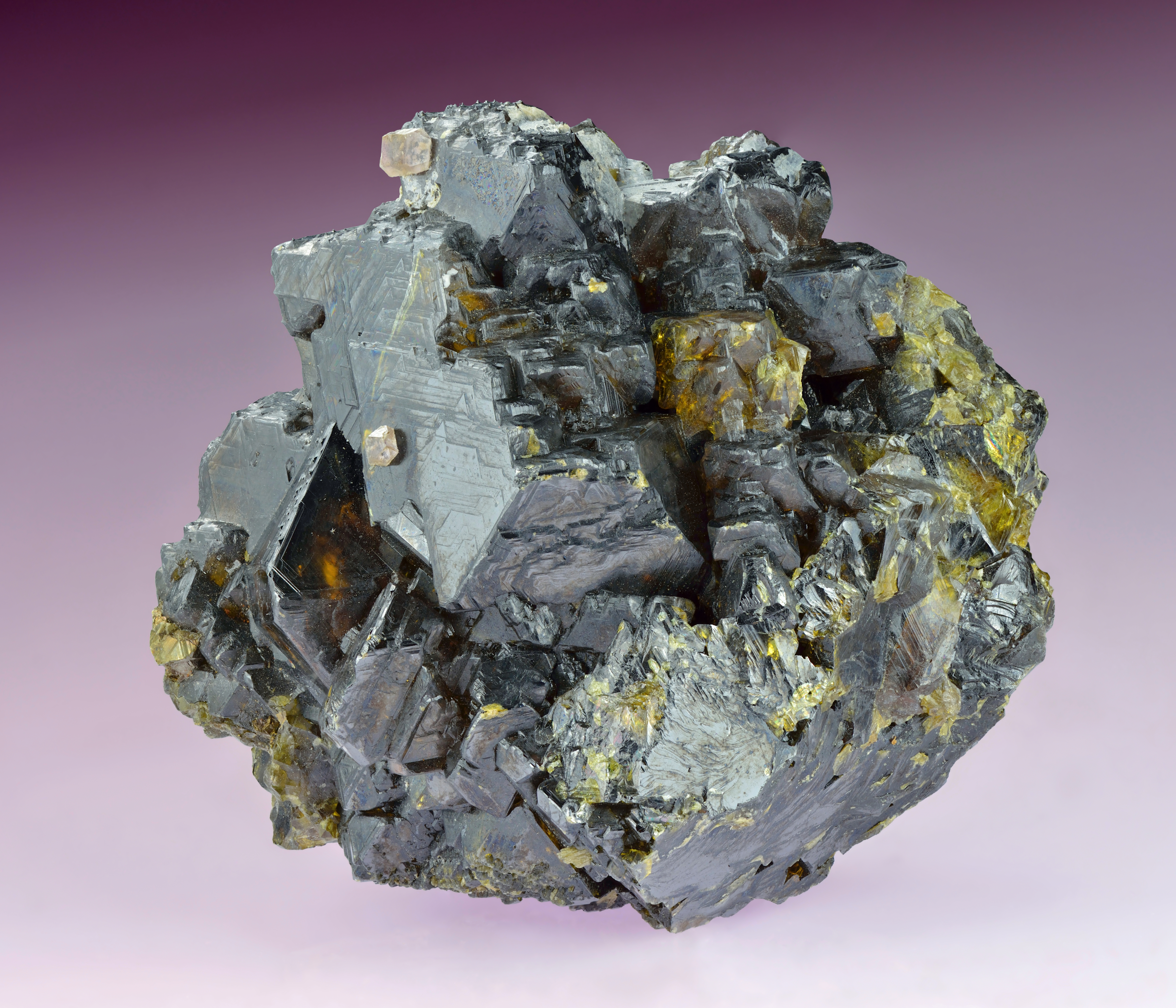
Sphalerit

Sphalerit bildet sich vor allem in hydrothermalen Lagerstätten, untergeordnet auch in Pegmatiten und anderen orthomagmatischen Lagerstätten. Er findet sich oft in Paragenese mit Galenit (Bleiglanz), Chalkopyrit (Kupferkies) und anderen Sulfid-Mineralen wie Pyrit und Pyrrhotin.
Weltweit sind bisher (Stand: 2015) über 20.000 Fundorte bekannt, so unter anderem beim Bleiabbau im Tiroler Gurgltal im 15. Jahrhundert (siehe auch Knappenwelt Gurgltal), in Freiberg (Deutschland), Madan in Bulgarien, Aomori in Japan, Dzhezkazgan in Kasachstan, Cananea in Mexiko, Dalnegorsk in der Russischen Föderation, Trepča in Serbien, Banská Štiavnica in der Slowakei, Santander in Spanien, Franklin/New Jersey, Big Four Mine/Colorado, Galena/Illinois und Joplin/Missouri in den Vereinigten Staaten.

## Verwendung

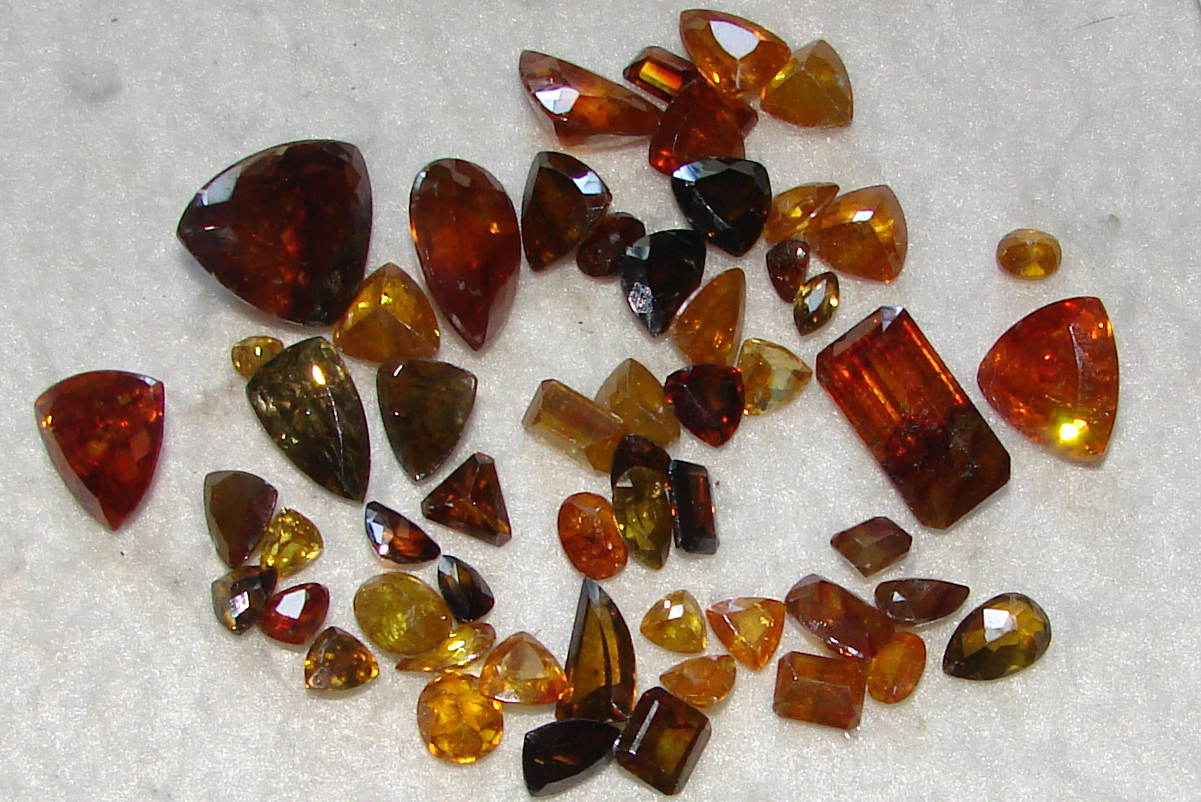
Sphalerite in verschiedenen Farben und Facettenschliffen

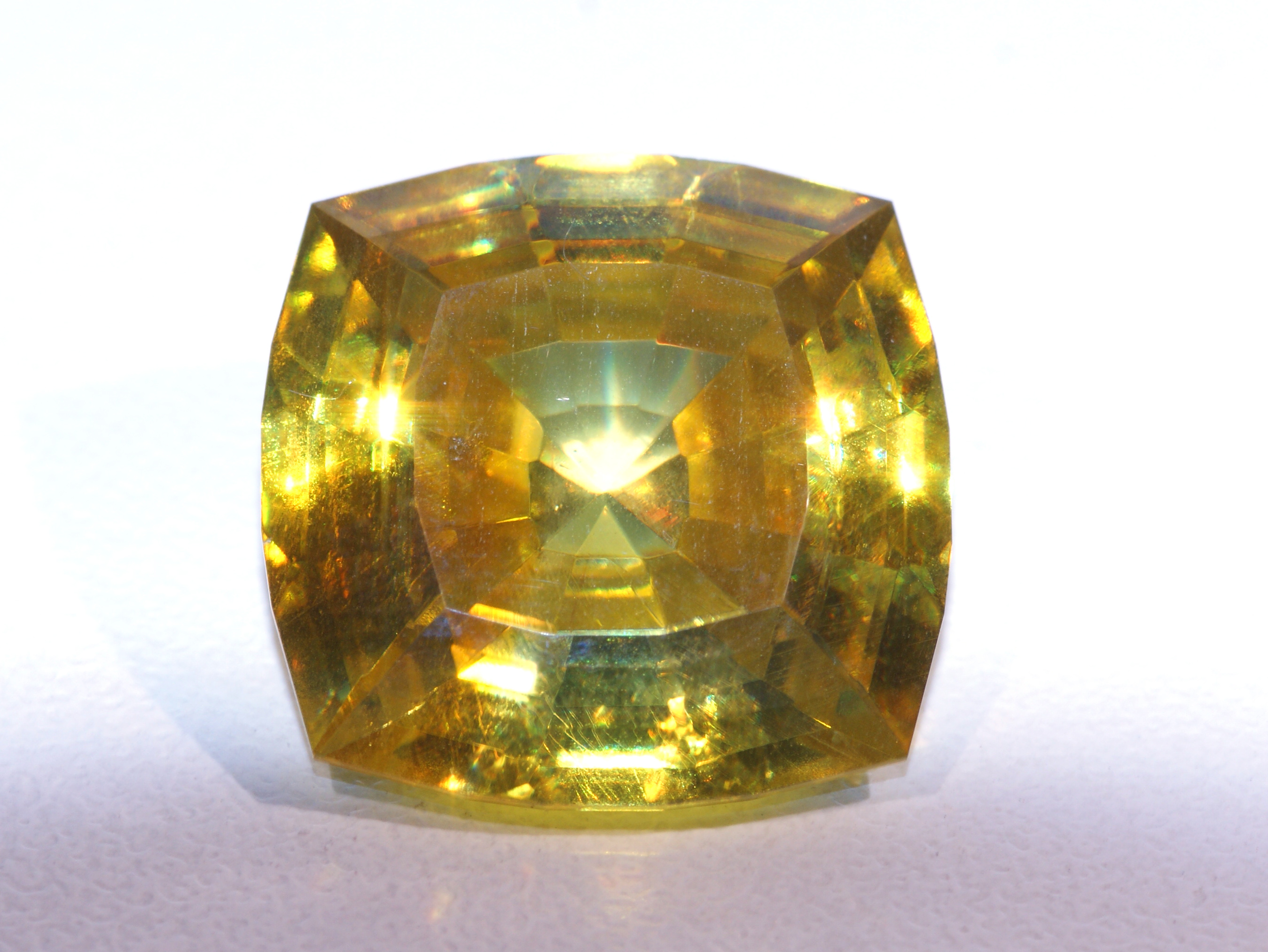
Honigfarbener Sphalerit im „Quadratschliff“

Mit einem Zink-Gehalt von etwa siebenundsechzig Prozent und verhältnismäßig hohem Cadmium-Gehalt ist Sphalerit die Hauptquelle für die industrielle Zink- und Cadmiumgewinnung. Größere Abbaulagerstätten liegen in China, Australien und Kanada, hier historisch z. B. in Val-d’Or.
Als Schmuckstein wird Sphalerit eher selten verwendet, da er sehr bruch- und säureempfindlich ist. Zudem kann er aufgrund seiner geringen Härte leicht verkratzen. Bei klaren Varietäten von hoher Qualität besteht je nach Farbe und Schliff durchaus Verwechslungsgefahr mit wertvolleren Edelsteinen wie beispielsweise Chrysoberyll, Topas und Turmalin, bei farblosen Varietäten auch mit Zirkon und Diamant.
Eine weitere wichtige Anwendung ist, zusammen mit Baryt (Bariumsulfat), die Herstellung der weißen Malerfarbe Lithopone mit einem Anteil von 15 bis 60 % Sphalerit (Zinksulfid). Durch Zusatz geringer Beimengungen von Kupfer und aktiviert mit Radium kann Zinksulfid zudem als Leuchtfarbe verwendet werden.